# 立窩尼亞貴族之家

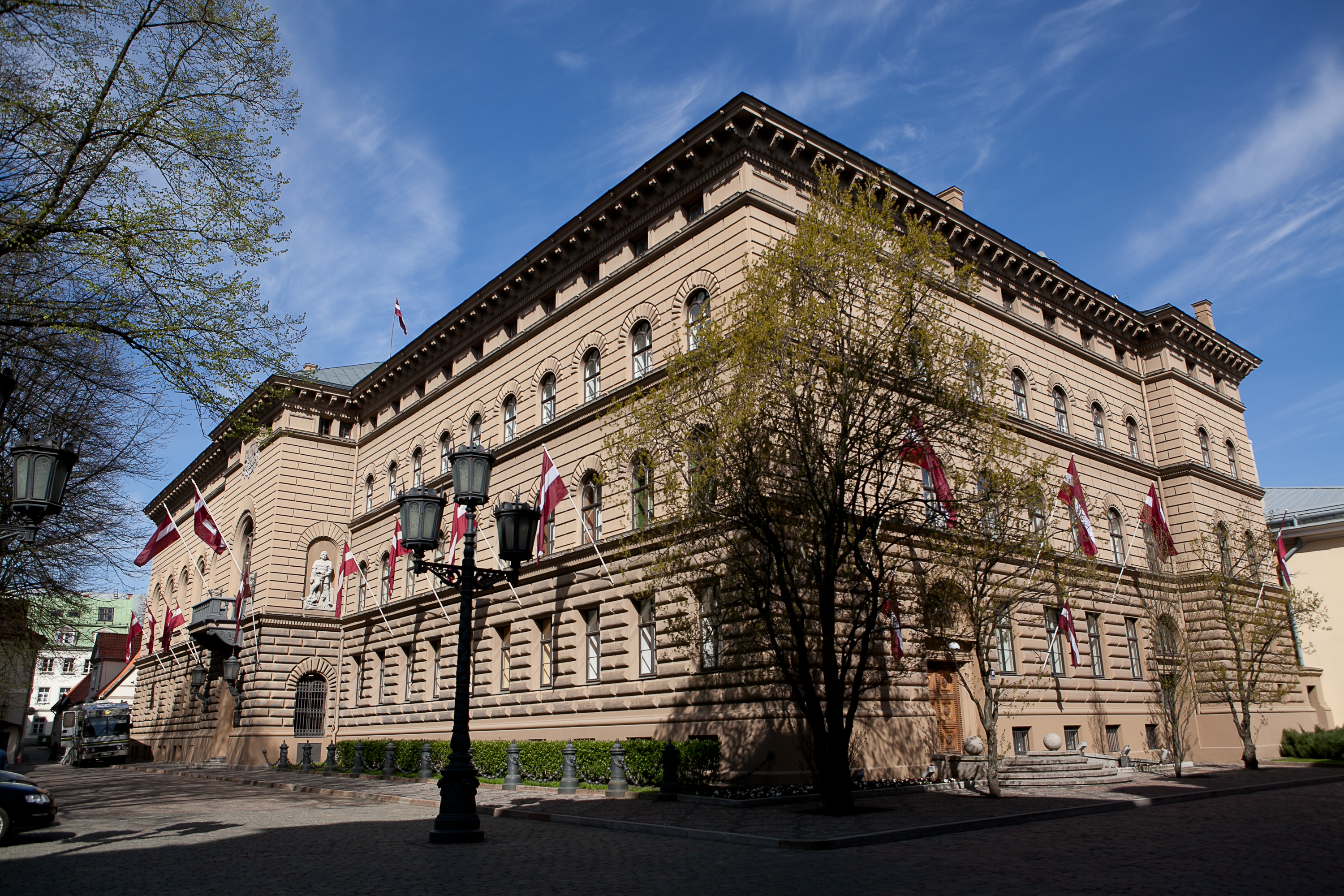
立窩尼亞貴族之家

立窩尼亞貴族之家是拉脫維亞首都里加的一座歷史建築，位於世界文化遺產里加舊城之內，正對著圣雅各伯主教座堂。這座建築啟用於1867年，1920年這裏召開了制憲會議，但在1921年被大火燒毀，隨後重建，次年在這裡通過了拉脫維亞憲法。此後成為拉脫維亞議會的辦公地點。1934年烏爾馬尼斯自我政變後，議會被廢除，改設總統辦公廳。1940年蘇聯吞併拉脫維亞後，這裡曾是拉脫維亞最高蘇維埃的所在地，納粹占領期間，曾一度被親衛隊佔用。1990年拉脫維亞宣告獨立以後，拉脫維亞最高委員會在這裡設立。自1993年開始，這裡再次成為拉脫維亞議會的辦公地點。

## 圖集

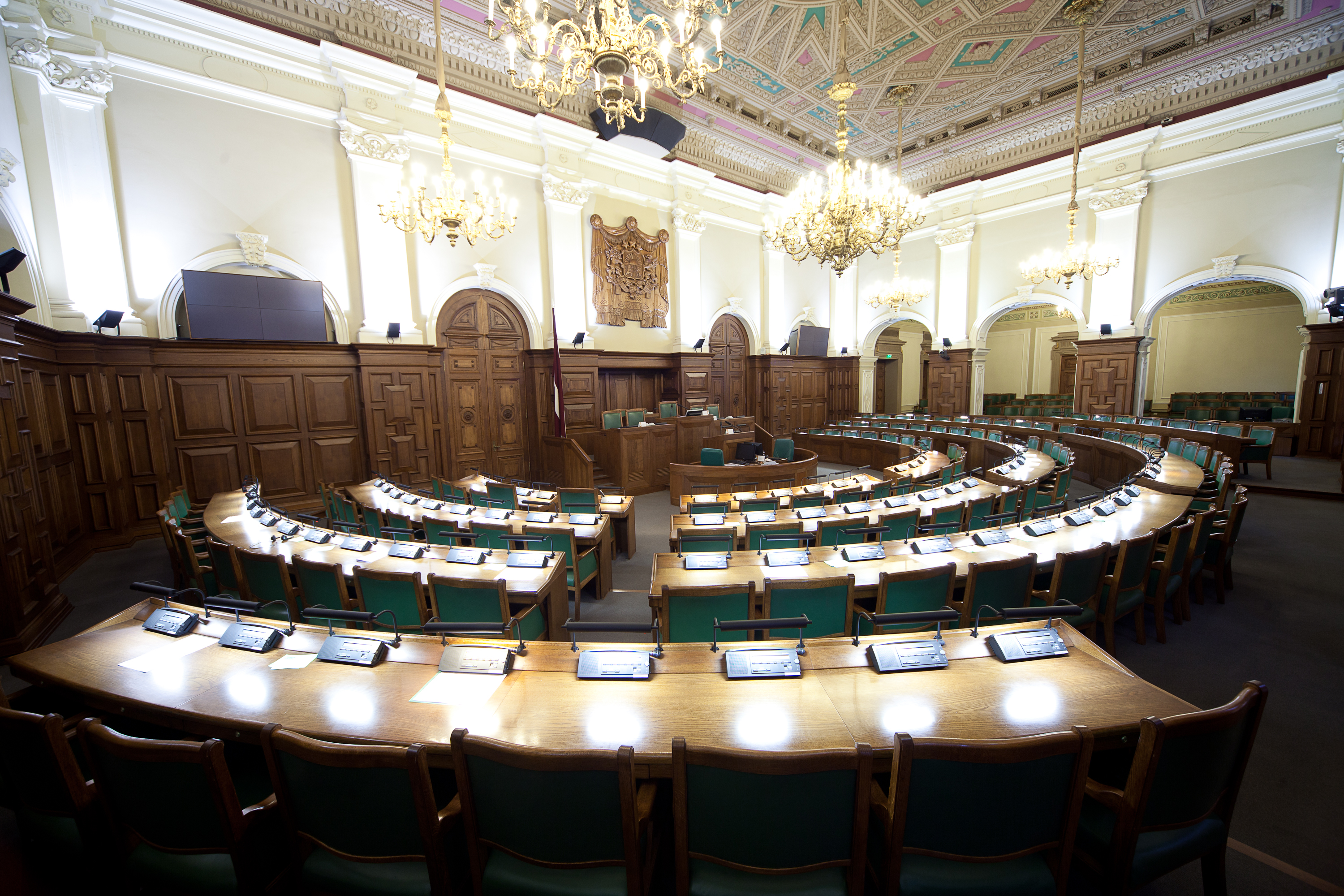
議會大廳
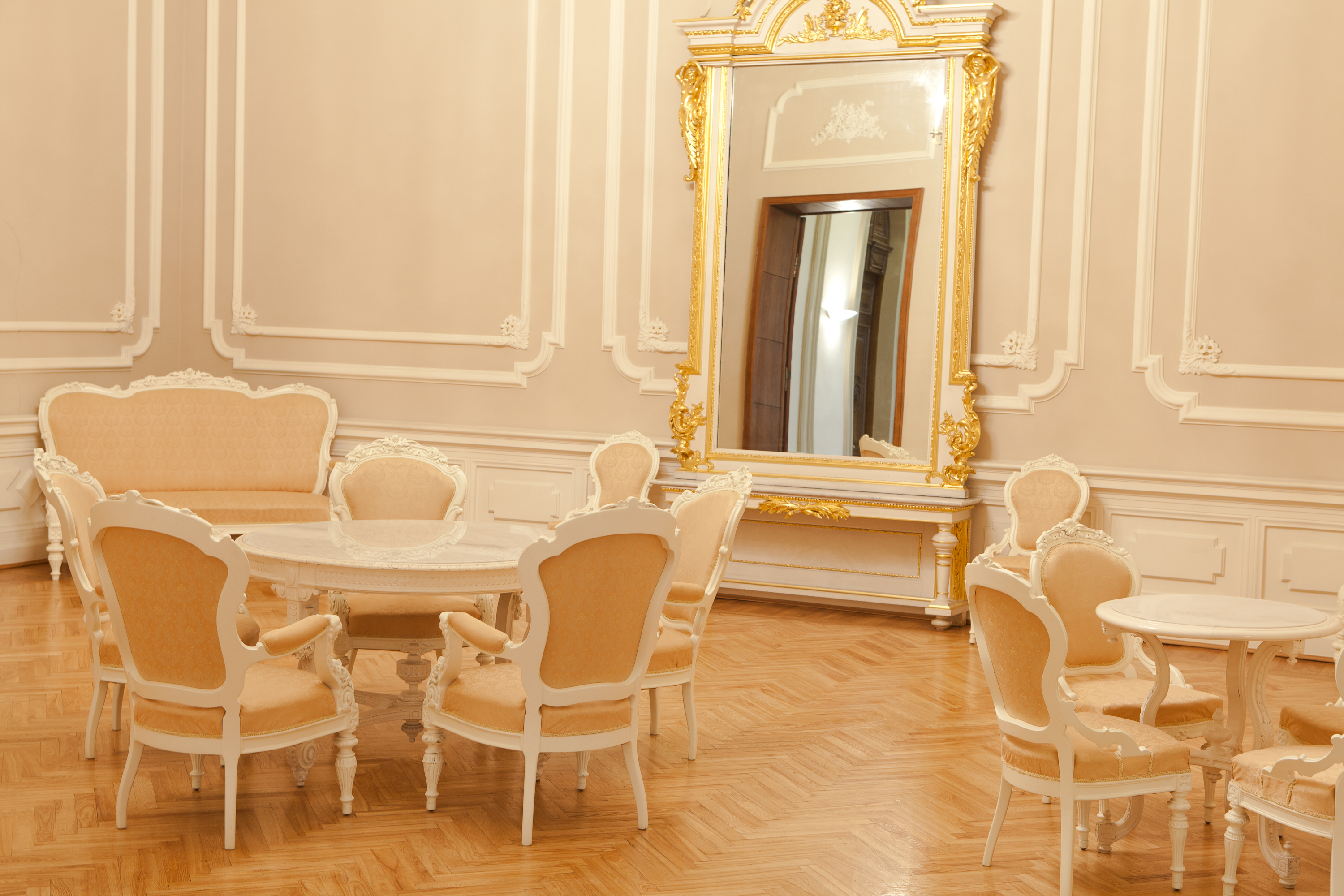
黃廳
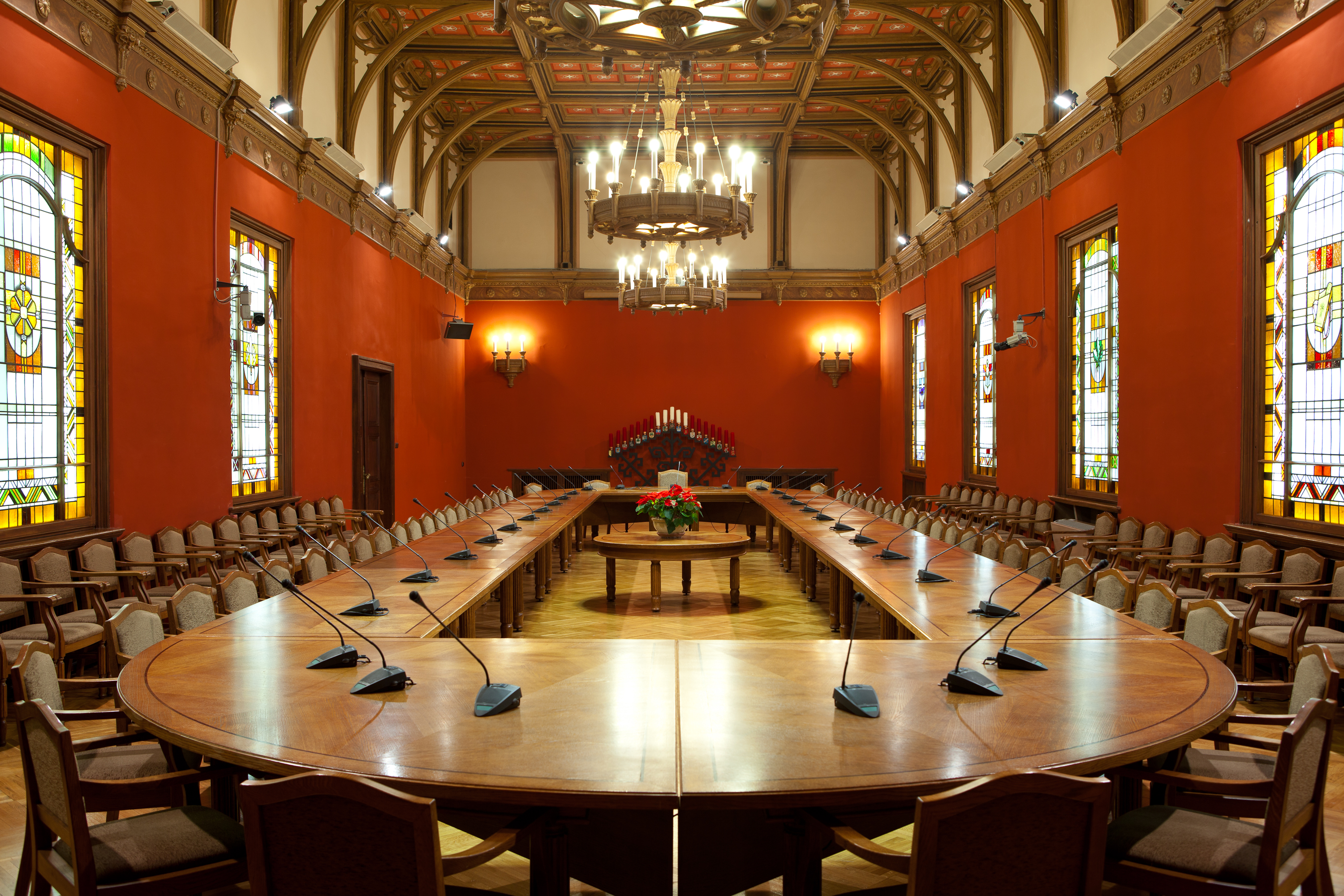
紅廳
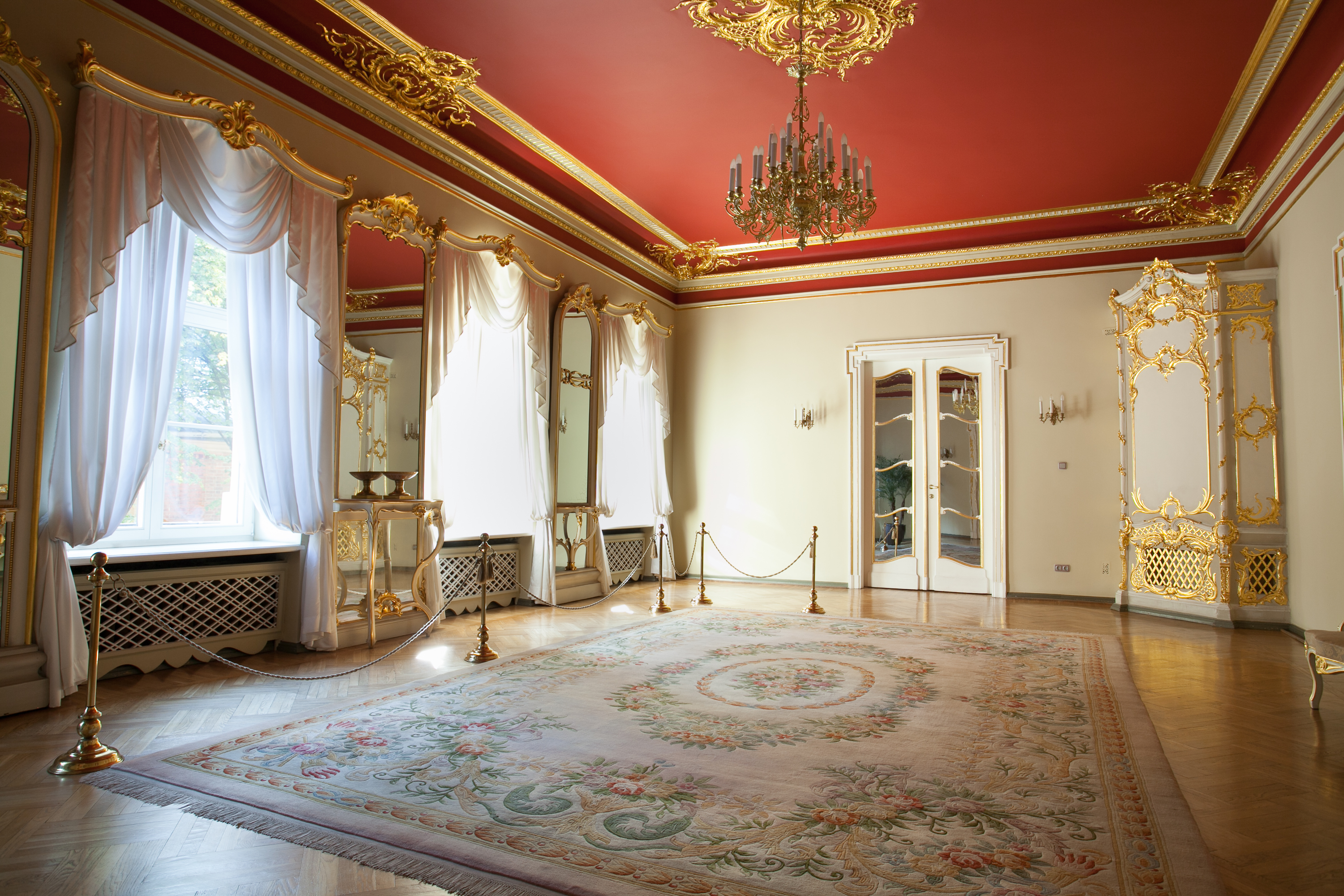
白廳
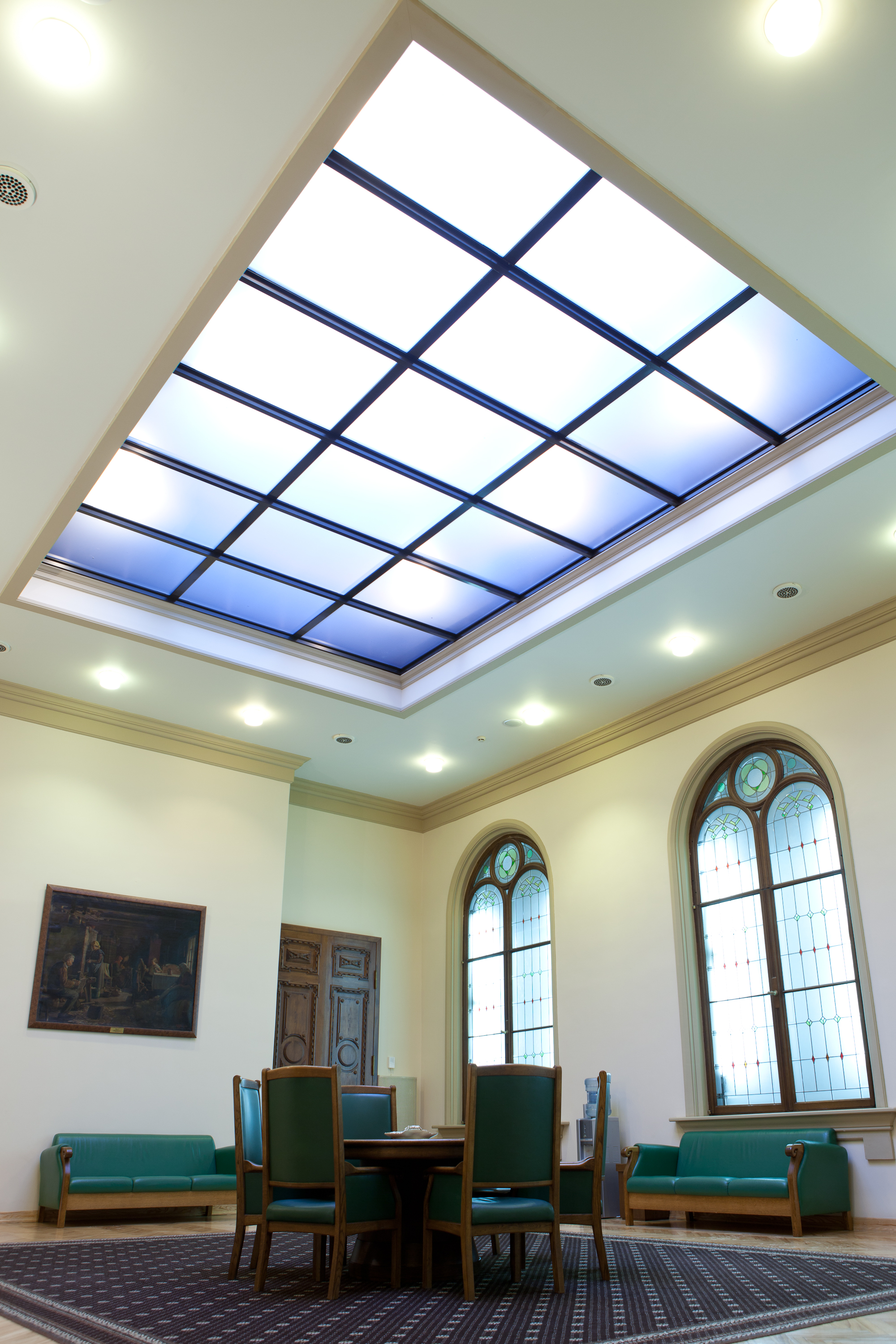
投票廳
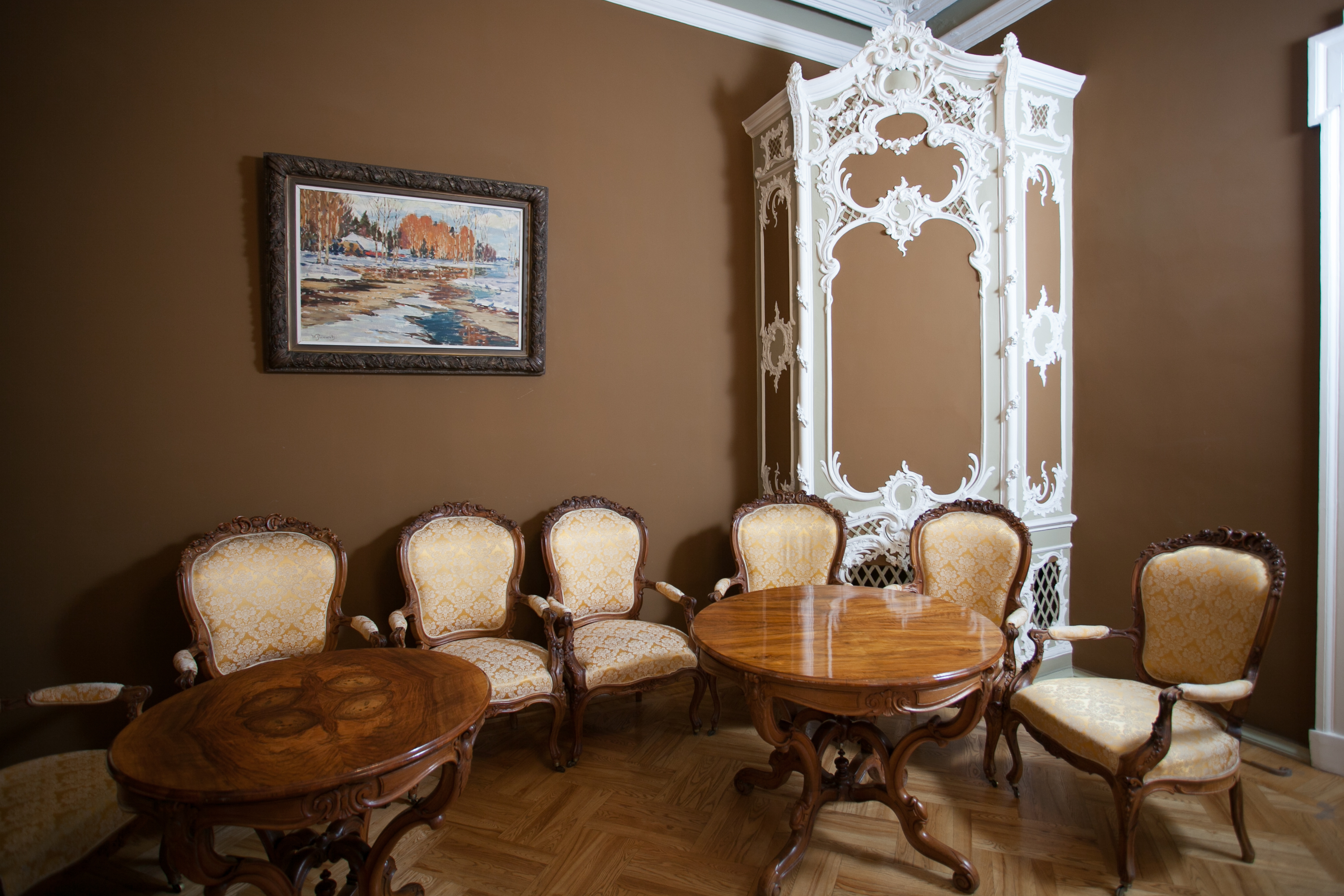
棕廳
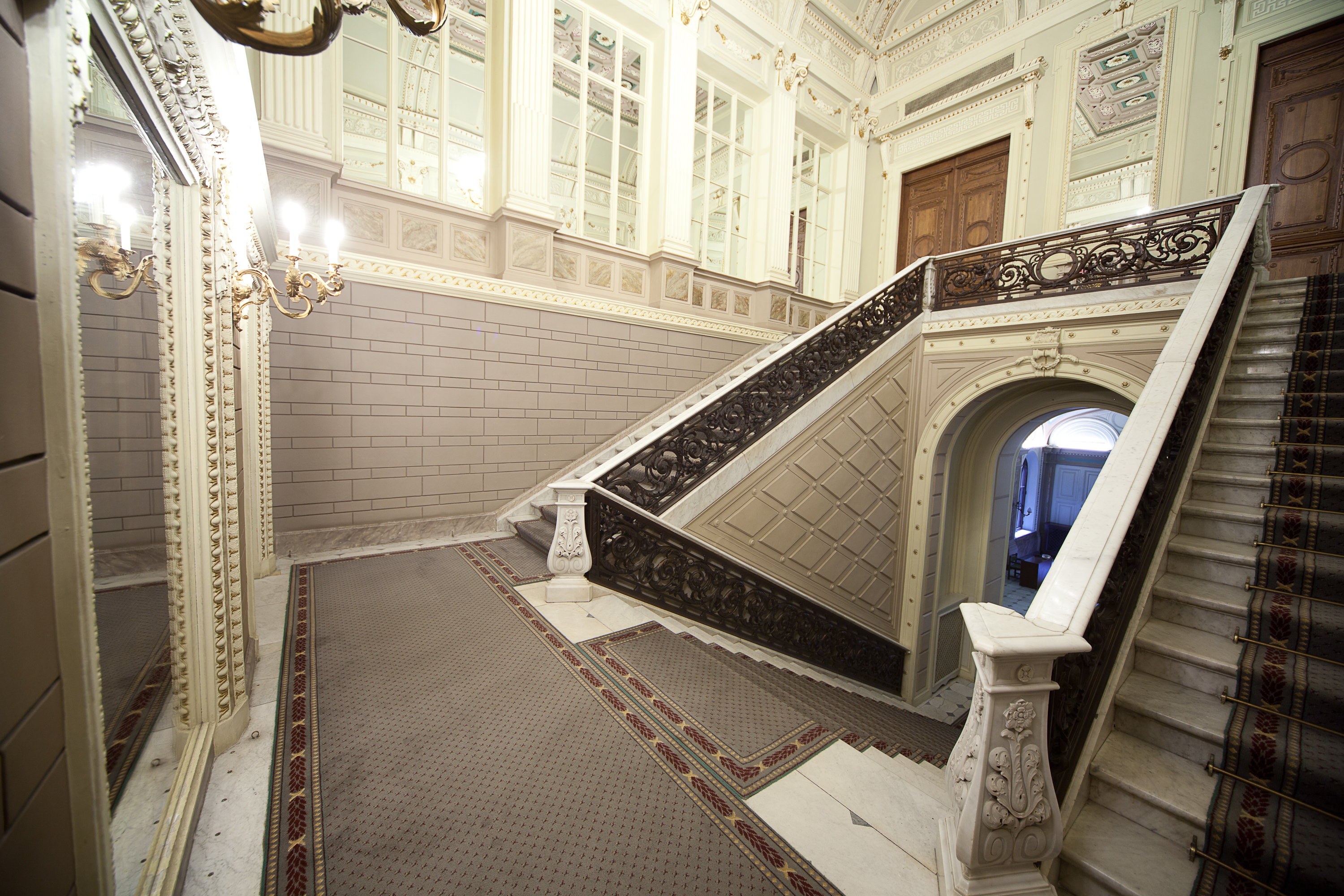
樓梯
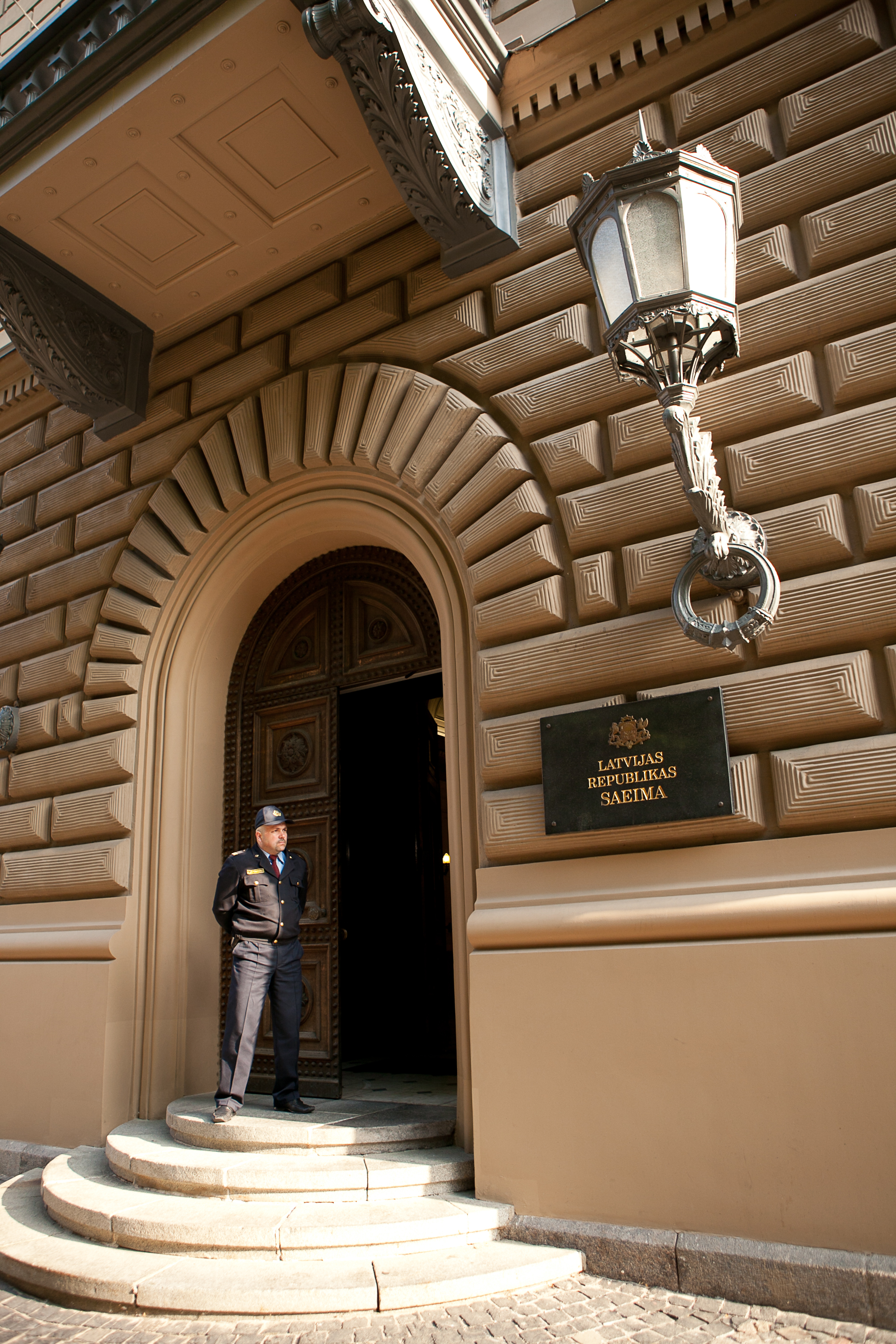
正門，位於Klostera街
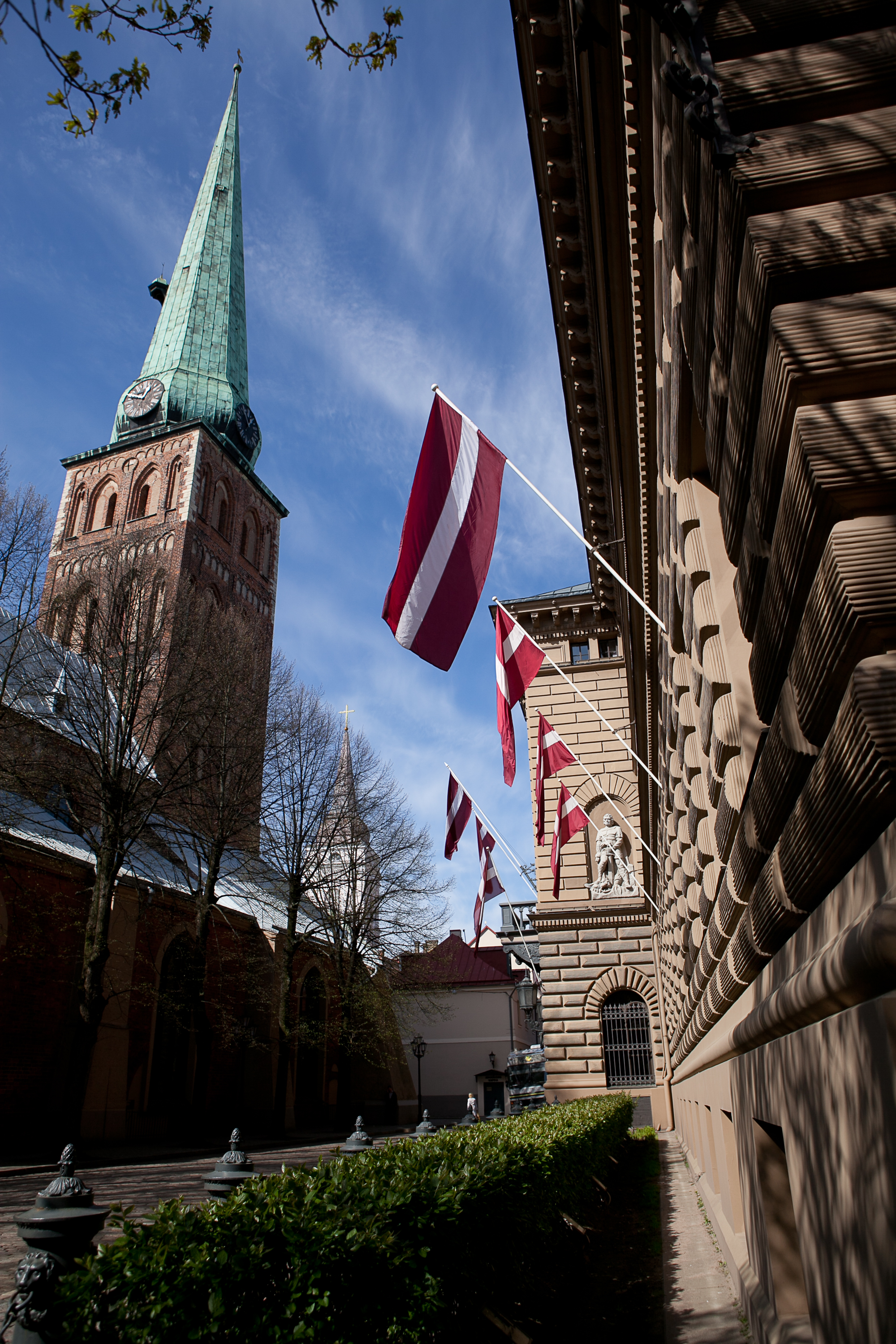
立窩尼亞貴族之家與聖雅各伯主教座堂
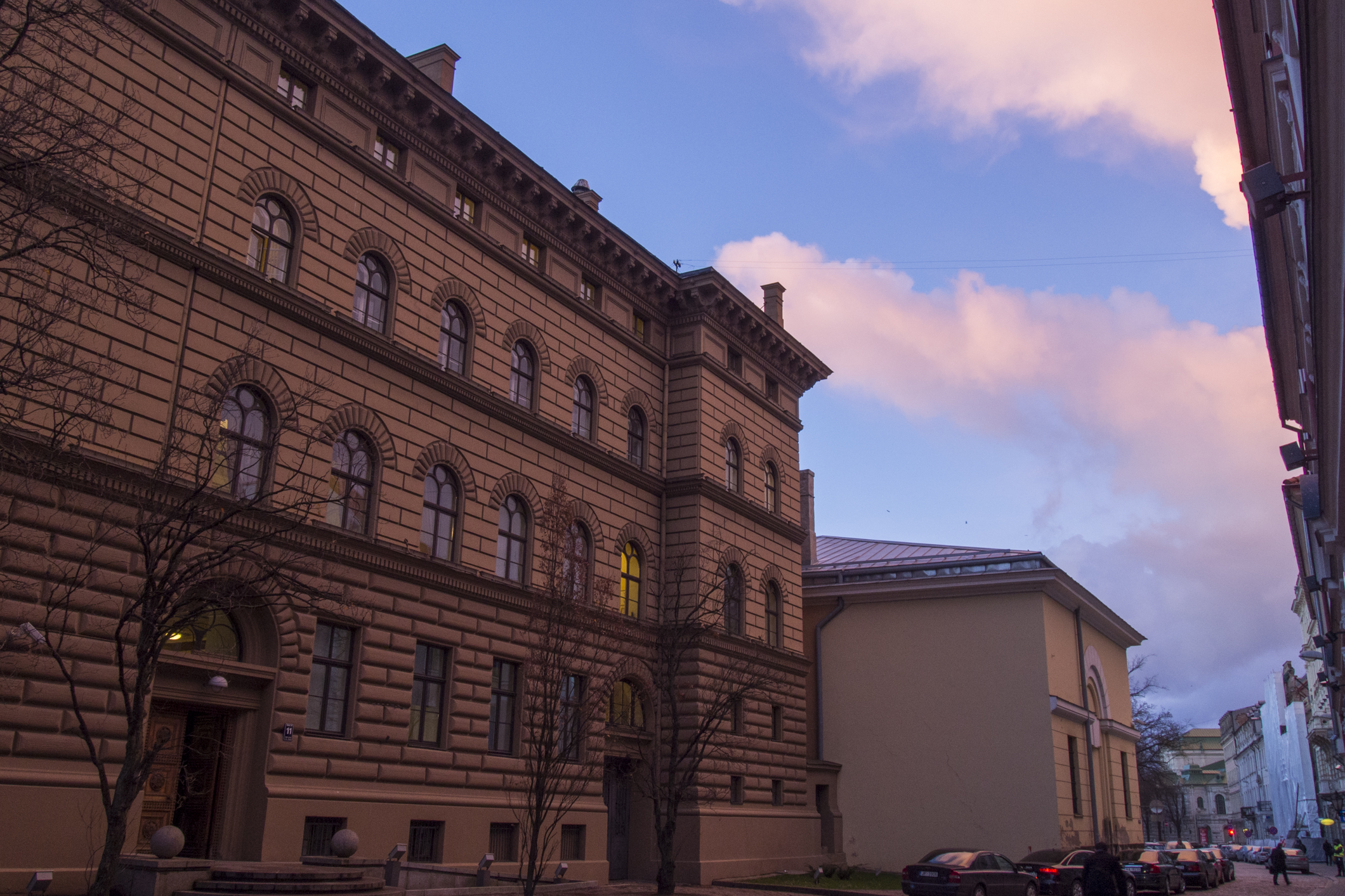
從Jēkaba街遠眺
拉奇普萊西斯雕像，1950年代被毀，2007年重修

## 外部連結
- 拉脱维亚国会 （页面存档备份，存于）